# Chorinea heliconides
Chorinea heliconides är en fjärilsart som beskrevs av William Swainson 1832. Chorinea heliconides ingår i släktet Chorinea och familjen Riodinidae. Inga underarter finns listade i Catalogue of Life.